# Apoctena taipana
Apoctena taipana är en fjärilsart som först beskrevs av Felder och Alois Friedrich Rogenhofer 1875.  Apoctena taipana ingår i släktet Apoctena och familjen vecklare. Inga underarter finns listade i Catalogue of Life.